# Michael Tilson Thomas
Pour les articles homonymes, voir Tilson et Thomas.
Michael Tilson Thomas, souvent abrégé « MTT », né le 21 décembre 1944 à Los Angeles est un compositeur, chef d'orchestre et pianiste américain.

## Biographie
Il étudie à l'université du Sud de la Californie auprès notamment de Friedlind Wagner (1918-1991), avant de devenir chef assistant au festival de Bayreuth. Il se produit comme pianiste, avec notamment des enregistrements consacrés à l'œuvre de Gershwin.
En 1969, il dirige pour la première fois le prestigieux Orchestre symphonique de Boston en remplacement de son chef principal William Steinberg, dont il devient l'assistant puis le chef associé jusqu'en 1974. Directeur musical de l'Orchestre philharmonique de Buffalo de 1971 à 1979, il conduit également la série des Young People's Concerts (concerts pédagogiques pour les enfants) avec l'Orchestre philharmonique de New York de 1971 à 1977.
De 1981 à 1985, il dirige l'Orchestre philharmonique de Los Angeles, puis l'Orchestre symphonique de Londres de 1988 à 1995. En 1995, il est nommé à la tête de l'Orchestre symphonique de San Francisco qu'il dirige toujours. Il a fondé le New World Symphony Orchestra, un orchestre de jeunes musiciens basé à Miami.
Ouvertement gay, Michael Tilson Thomas épouse son compagnon Joshua Robison en novembre 2014, après trente-huit ans de vie commune.

## Répertoire en tant que chef
Tilson Thomas s'est fait le défenseur du répertoire symphonique américain, avec notamment une intégrale des symphonies de Charles Ives et le premier enregistrement de The Desert Music de Steve Reich. Ce dernier composera d'ailleurs selon la suggestion de Tilson Thomas la pièce The Four Sections et la lui dédicacera.
Il poursuit également une intégrale des symphonies de Gustav Mahler avec l'Orchestre symphonique de San Francisco qui édite lui-même les disques enregistrés. Depuis la mort de son mentor Leonard Bernstein, il est considéré comme le meilleur interprète de l'œuvre d'Aaron Copland.

## Le compositeur
On peut citer plusieurs œuvres :
- From the Diary of Anne Frank
- Shówa/Shoáh, composé pour le 50e anniversaire du bombardement d'Hiroshima
- Poems of Emily Dickinson
- Urban Legend

### Avec John McLaughlin
- Apocalypse, 1974 avec le Mahavishnu Orchestra (enregistrement avec le London Symphony Orchestra)
- The Mediterranean, 1990 (enregistrement avec le London Symphony Orchestra)